# Bowling Green, Missouri
Bowling Green är en ort i den amerikanska delstaten Missouri. Orten fick sitt namn efter Bowling Green i Kentucky och blev administrativ huvudort i Pike County år 1823.